# Wolfgang Bachmeyer
Wolfgang Bachmeyer, auch Bachmayer und Bachmeier, (* 15. Januar 1597 in Ulm; † 4. Dezember 1685 in Ulm) war ein deutscher Kartograph, Geodät, Astronom, Mathematiker und Theologe, der in der Freien Reichsstadt Ulm gewirkt hat. Überdurchschnittlich mathematisch begabt, leistete er Beiträge zur Astronomie und war besonders produktiv und richtungsweisend in der Kartographie. Dazu war Wolfgang Bachmeyer kurzzeitig Lehrer und danach in verschiedenen Gemeinden des Ulmer Gebietes als evangelischer Pfarrer seelsorgerisch tätig.

## Herkunft und Ausbildung
Die Familie von Wolfgang Bachmeyer kam aus dem Handwerkerstand. Sein Vater Christian Bachmeyer war Weber und Zunftmeister in Ulm.
Wolfgang Bachmeyer studierte in Straßburg und Tübingen Theologie; in Tübingen dazu noch Mathematik und Astronomie bei Michael Mästlin (1550–1631). Durch Mästlin wurde er mit dem württembergischen Kartographen und Astronomen Wilhelm Schickard (1592–1635) und mit dem großen Astronomen Johannes Kepler (1571–1630) bekannt.

## Betätigungsfelder
Als Magister der Theologie kehrte Wolfgang Bachmeyer 1619 nach Ulm zurück und unterrichtete dort einige Jahre lang am Gymnasium. 1623 begann seine geistliche Laufbahn: Zunächst war er Pfarrer in Jungingen, dann von 1625 bis 1631 in Lehr und in Mähringen und schließlich bis 1681 in Altheim.
Eine erste wissenschaftliche Arbeit von Wolfgang Bachmeyer war die Überprüfung der Rudolfinischen Tafeln, die ihm von Johannes Kepler anvertraut wurde, der 1626 nach Ulm gekommen war, um das Werk hier herauszubringen, was dann 1627 auch geschah.

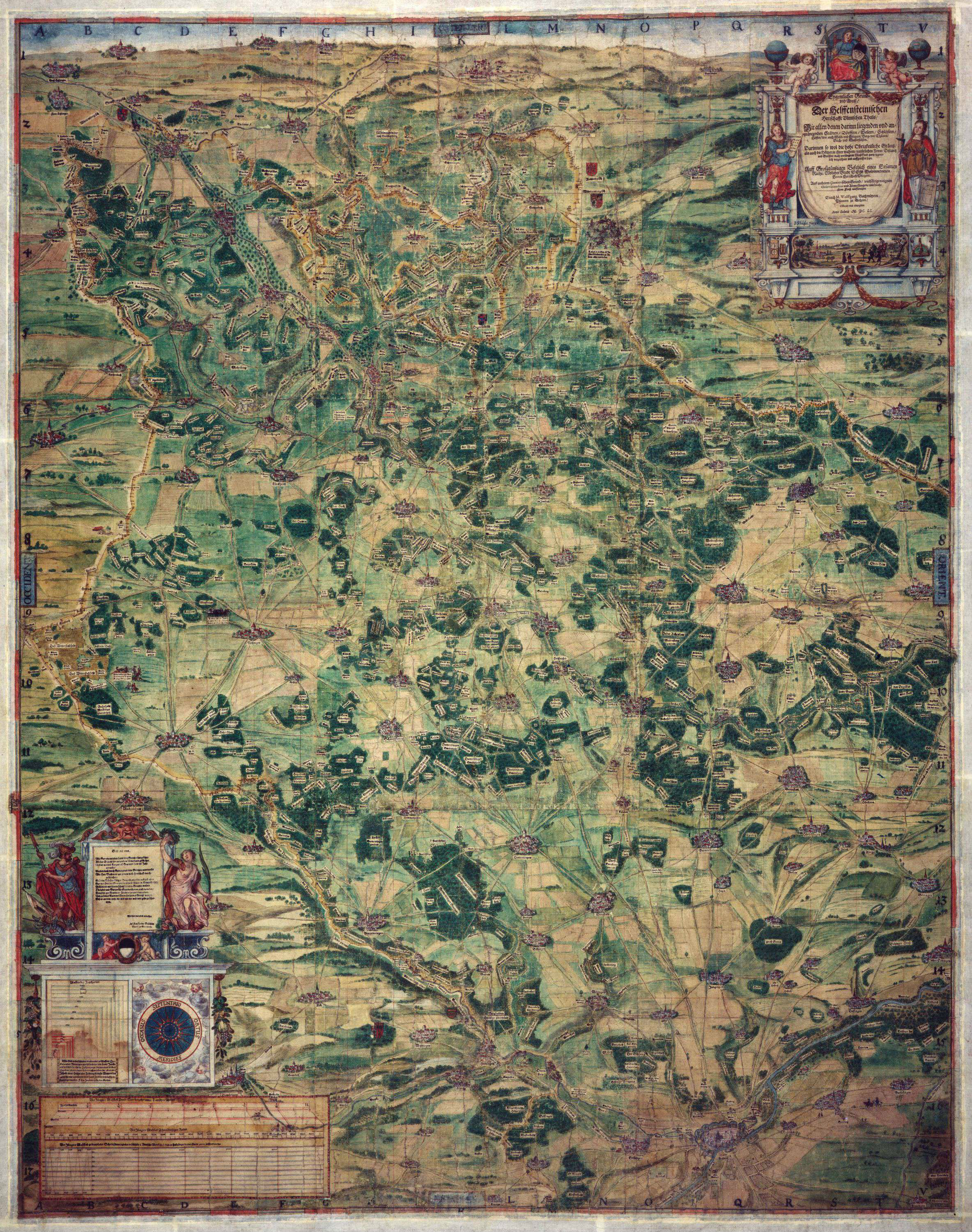
Die Karte Eygentlicher Grundt- und Abrisz der Helffensteinischen Herrschafft Ulmischen Theiles von 1651

In den nächsten Jahren und Jahrzehnten folgte dann eine umfangreiche kartographische Arbeit. Von 1629 bis 1646 triangulierte Wolfgang Bachmeyer das gesamte Ulmer Gebiet. Seine Aufnahmeergebnisse sind in vier Bänden Geographische Observationen, in zwei Bänden Waldaufnahme und in einer Reihe von Karten und Plänen erfasst. Dazu hat Bachmeyer eine Anzahl der Aufnahmen zu Karten im verkleinerten Maßstab zusammengefasst, die von dem Ulmer Maler und Kupferstecher Johann Stöltzlin (1594–1680) gemalt oder gestochen wurden. Die bekanntesten Werke davon sind:
- Eygentlicher Grundt- und Abrisz Der gantzen Werdenbergischen Herrrschafft und Langenawischen Forstbezircks ..., 1640
- Eygentlicher Grundt- und Abrisz der Helffensteinischen Herrschafft Ulmischen Theiles ..., 1651
- Eygentlicher Grundt- und Abrisz der Hohen Oberkeitlichen Gränzt Ulmischer Herrschafft uber die Blaw und Donawstrom gegen Mittagswärts gelegen ..., 1651
- Territorium Ulmense. Das ist die Beschreibung des Ulmischen Gebiets ..., 1651
- Der Eygentliche Grundt- und Abrisz Der Helffensteinischen  Vogts Jagen ..., 1653
- Eygentlicher Grundt- und Abrisz der Herrschafft zu Wain ..., 1657

Wolfgang Bachmeyers Karten gelten als die allererste Landesaufnahme des Ulmer Gebietes und bestimmten etwa ein Jahrhundert lang die dortige Kartographie. Seine Karten wurden viel kopiert und nachgestochen. Eine recht bekannte Kopie der Karte Eygentlicher Grundt- und Abrisz der Helffensteinischen Herrschafft Ulmischen Theiles wurde 1698 von Johann Ulrich Müller (1653–1715) geschaffen. Die bekannteste aller Folgekarten ist die Karte Nova et accurata Territorii Ulmensis cum Dominio Wainensi von Johann Christoph Lauterbach (1675–1744) und Johann Baptist Homann (1664–1724), die 1720 in Nürnberg erschien. Bis zur Neuordnung des Reiches (1806–1810) sind dazu von Ulmer Gebieten noch eine ganze Reihe weiterer Karten geschaffen worden, aber keine hat an die Arbeiten von Wolfgang Bachmeyer herangereicht: In den kartographischen Aufnahmen und Darstellungen Bachmeyers liegt der Höhepunkt der ulmischen Kartographie.
Auch in der astronomischen Arbeit ist Wolfgang Bachmeyer weiter produktiv gewesen. So erschien 1654 in Ulm eine Schrift von ihm über eine bevorstehende Sonnenfinsternis: Gründliche und außführliche Astronomische Beschreibung der bevorstehender Sonnen-Finsternuß. Zwölf Jahre später erschien eine weitere Schrift über eine Sonnenfinsternis im Jahre 1666. — Dazu hat er führend in dem langwierigen Diskurs über die Einführung des Gregorianischen Kalenders in den protestantischen und reformierten Gebieten mitgewirkt. In den Jahren 1653 und 1654 reichte Wolfgang Bachmayer Gutachten beim Reichstag in Regensburg ein, in denen er den Vorteil des neuen Kalenders nachwies und seine Einführung empfahl. Zum gleichen Thema gab er 1661 eine umfangreiche Schrift (Calender-Vereinigung) heraus, in der von ihm und anderen Fachleuten — unter anderem Bonifacius Stöltzlin — Beiträge zu dieser Problematik enthalten waren.

## Rezeption
Wolfgang Bachmeyer ist ein allgemein anerkannter Wissenschaftler gewesen. Das beweist unter anderem sein Wirken in der Kalenderreform neben solchen Autoritäten wie Andreas Goldmayer, Jakob Ellrod, Abdias Trew, Johann Henrich Voigt, Erhard Weigel und Samuel Reyher.
Wolfgang Bachmeyer ist als Kartograph kein Autodidakt gewesen und sehr methodisch vorgegangen. Mit ihm griff die fortschrittliche Kartographie des Herzogtums Württemberg auf das Ulmer Gebiet über. Zu seiner Arbeitsweise bemerkte der deutsche Kartograph und Geograph Ruthardt Oehme (1901–1987) unter anderem: Seine Karten beruhen nicht nur auf Dreiecksmessungen, sondern auch Dreiecksberechnungen. Er arbeitete ähnlich wie W. Schickhardt und später Johann Morell. Auf seiner Vermessungsskizze zur Aufnahme von Langenau sind entsprechende Berechnungen durchgeführt. Die einfachen Federzeichnungen der Aufnahmen bezeugen, daß ihm die Wälder, deren Grenzen er genau festlegte, und die Führung der Straßen als wichtigste kartographische Objekte galten. Die Entfernungen sind in Schritten, die Winkel in Graden und Minuten angegeben. Das Relief fehlt auf den Aufnahmebögen. Die Orte sind ungleichmäßig behandelt, teils in kleinen Ansichten ausgeführt, teils nur skizzenhaft angedeutet. Markante Bauten wie Kirchen sind einigermaßen getreu. Und an anderer Stelle heißt es bei Oehme weiter: Bachmeyers Arbeiten sind in verschiedener Hinsicht interessant. Er ist fortschrittlich in seinem Bemühen, die Karten auf exakteren Vermessungsunterlagen aufzubauen, ist aber auch ein Vertreter des Überkommenen mit der bildhaften Gelände- und Siedlungswiedergabe. Manche seiner Landschaftsszenerien erinnern an Renlin, und es ist die Frage, ob die Karten dieses alten Meisters ihm nicht hin und wieder als Vorlage gedient haben mögen. Einen eigenen Weg ging er in der Kartenbeschriftung. Er kombinierte Handzeichnung mit Letterndruck. [...] Diese Verquickung von Kartenzeichnung mit gedruckter Beschriftung verleiht den Blättern eine gewissen Disharmonie. Bachmeyer führte auf seinen Karten neben dem linearen einen Flächenmaßstab ein, wie ihn beispielsweise die Karte der Herrschaft zu Wain für 1–1000 Jauchert in ausgewählten Quadraten zeigt. Das dürfte auf Beziehungen zu Wilhelm Schickhardt weisen, dessen handschriftlicher Entwurf Wirtembergiae Tabula VIII ebenfalls einen Flächenmaßstab in Jaucherten enthält. Nach Max Eckert sollen Flächenmaßstäbe erst Ende des 18. Jahrhunderts auftreten. W. Schickhardt und der Pfarrer von Altheim sind mit der Beigabe des Flächenmaßstabes auf ihren Karten der Entwicklung weit vorausgeeilt.

## Schriften
- Gründliche und außführliche Astronomische Beschreibung der bevorstehender Sonnen-Finsternuß/ Welche auff nächstkommenden 2.12. Augusti bey uns zu ersehen seyn wird: Sampt gebürender Ableinung etlicher ungereimten Puncten … ; Wie auch mit angehencktem kurtzen Bericht/ wie wir bey erscheinender Finsternuß uns Christlich verhalten sollen, Georg Wildeisen, Ulm 1654 (Digitalisat)
- Calender-Vereinigung. Das ist: Wolmeinend und unvorgreifliches Bedenken und Gutachten/ wie beede/ Alt und Newe Calender zuverbessern/ mit einander zuvereinigen/ und in eine richtige und beständige Form zu bringen: Hiebevor Anno 1654. auß sonderbaren hochwichtigen Ursachen schrifftlich verfasset und zu Papier gebracht; Anjetzo aber/ mit beygefügtem Calendario perpetuo, und nothwendiger Erklärung … vielfaltig vermehrt, Balthasar Kühnen, Ulm 1661 (Digitalisat)
- Gründliche und außführliche Astronomische Beschreibung der bevorstehenden Sonnen-Finsternuß, wie dieselbige auff den nechstkommnden 22. Junii, oder 2. Julii dises 1666. Jahrs … zu ersehen seyn wird, Johann Gerlin, Frankfurt/Ulm 1666 (Digitalisat)